# Brauerei Wank
Die ehemalige Brauerei Wank war in Niederhofen, einem Gemeindeteil von Weißenburg im mittelfränkischen Landkreis Weißenburg-Gunzenhausen beheimatet und hatte die Adresse Am Brauhaus 2.

## Geschichte
Die Brauerei geht zurück auf ein markgräfliches Brauhaus. 1680 ließen die Markgrafen von Ansbach für die nahe Festung Wülzburg eine Brauerei einrichten. Von 1720 bis 1722 wurde die Brauerei neugebaut und 1791 wurde aus dem markgräflichen ein königliches Brauhaus. Diese neuen Eigentümer ließen die Brauerei 1803 versteigern und Georg Michael Klein, ein Sohn des Pächters, kaufte das Anwesen. 1893 wurde die Brauerei erneut versteigert an Georg Zachmann, der die Brauerei bis 1933 führte und dann an seinen Schwiegersohn Georg Wank übergab. Da Wank 1934 auch zum ersten Mal eine Gaststätte einrichtete, das Bräustüberl Wank, wurde auch die Brauerei nach ihm benannt. Mit Kriegsbeginn 1939 musste der Brauereibetrieb eingestellt werden. Das Bräustüberl bestand noch bis 1993. Das Brauereigebäude verfiel über die Jahre, 2012 wurde es wegen Baufälligkeit abgerissen, das Gaststättengebäude blieb erhalten.

## Sommerkeller
Zwischen 1794 und 1798 wurde ein Sommerkeller in Kehl angelegt, der bis 1974 bewirtschaftet war.